# Septoria digitalis
Septoria digitalis är en svampart som beskrevs av Pass. 1879. Septoria digitalis ingår i släktet Septoria och familjen Mycosphaerellaceae.   Inga underarter finns listade i Catalogue of Life.